# Jerry Matana
Jerry Matana (14 de julho de 1998) é um jogador de rugby fijiano, que joga na posição de back.

## Carreira
Matana fez parte do time de sevens de Fiji que ganhou uma medalha de prata nos Jogos da Commonwealth de 2022. Ele também ganhou uma medalha de ouro na Copa do Mundo de Rugby Sevens de 2022 na Cidade do Cabo. Foi um dos doze convocados para a seleção nacional nos Jogos Olímpicos de Verão de 2024.